# Ulysse Di Gregorio
 (avril 2014).
Pour les articles homonymes, voir Di Gregorio.
Ulysse Di Gregorio, né en 1987, est un dramaturge et metteur en scène de théâtre français. Depuis 2015, il est le directeur artistique de la Compagnie des Orfèvres. 

## Esthétique
Il est principalement influencé par les travaux de Tadeusz Kantor et de Claude Régy, puisant chez l'un l'idée d'un espace scénique se révélant comme une succession de tableaux, et chez l'autre, l'idée que la parole prononcée doit trouver sa nécessité dans le jeu de l'acteur.
Son travail se caractérise par un souci permanent de fidélité à l’œuvre et une esthétique épurée, pour laisser toute sa place à l’imagination. Le silence et l’espace s’imposent dans ses mises en scène, afin de rendre au public ce temps volé, nécessaire à la découverte sensible de l’œuvre.

## Metteur en scène
- 2011 : Roberto Zucco de Bernard-Marie Koltès[3]
- 2012 : Voix du sang de Harold Pinter[4]
- 2013 : Une sorte d'Alaska de Harold Pinter, au Théâtre des Déchargeurs[5]
- 2014 : L'Échange de Paul Claudel[6]
- 2015 : 4.48 Psychose de Sarah Kane[7]
- 2015 : La Cantate à trois voix de Paul Claudel[8]
- 2017 : Une Saison en Enfer d'Arthur Rimbaud au Lucernaire avec Jean-Quentin Chatelain[9]
- 2017 : Orphée et Eurydice opéra de Christoph Willibald Gluck au TOPF Silvia Monfort[10]
- 2017 : Polyeucte de Pierre Corneille au Théâtre de l'Épée de Bois à La Cartoucherie[11]

## Discographie
- 2019 : Michel Bouquet lit Jean de la Fontaine. Sélection de Fables et extrait du Songe de Vaux sous la direction artistique d'Ulysse di Gregorio. Intermèdes musicaux de Mozart interprétés par le pianiste Mikhail Rudy[12],[13]. Récompensé par le prix Charles Cros en 2019.

## Auteur
- 2020 : Céleste, pièce en un acte. Préface de Michel Bouquet.

"Céleste est un huis clos, où les personnages n'entrevoient le monde qu'à travers les parois vitrées de leur intérieur" , explique Michel Bouquet dans la préface qu'il a souhaité apporter à cette première pièce d'Ulysse Di Gregorio et dont la lecture a fait naître entre les deux hommes une complicité théâtrale intense. Dans cet univers replié sur lui-même, où les personnages sont maintenus à l'écart du monde et en proie à une attente sans fin, Céleste apparaît comme une lueur d'espoir.
Sa présence discrète révèle le monde extérieur et donne à penser le rapport de l'homme à la liberté.

## Réalisateur
- 2014 : Continuum, court-métrage au Studio des Ursulines à Paris[15]